# Lin Yutang
En aquest nom xinès, el cognom és Lin.
Lin Yutang   (Banzai, 10 d'octubre de 1895 - Hong Kong britànic, 26 de març de 1976), fou un inventor, lingüista, novel·lista, filòsof i traductor xinès. El seu estil informal però elegant, en xinès i anglès, el va convertir en un dels escriptors més influents de la seva generació, i les seves recopilacions i traduccions de textos clàssics xinesos a l'anglès foren autèntics best-sellers a Occident.

## Joventut
Lin va néixer el 1895 a la ciutat de Banzai, comtat de Pinghe, Zhangzhou, Fujian. La regió muntanyenca va causar una profunda impressió a la seva consciència i, després, es considerava constantment un fill de les muntanyes (en un dels seus llibres comentava que la seva idea de l'infern era un apartament a la ciutat).
Fill d'un ministre presbiterià xinès, el seu viatge de fe des del cristianisme fins al taoisme i el budisme, i de tornada al cristianisme en la seva vida posterior, es va registrar al seu llibre From Pagan to Christian (1959).

## Carrera acadèmica i món intel·lectual de Xangai
Lin va estudiar a la Universitat de Saint John a Xangai i s'hi va llicenciar el 1916. Després de graduar-se, va ensenyar al departament d'anglès de la Universitat Tsinghua. El 1919, mitjançant una beca, va anar a la Universitat Harvard per estudiar al departament de literatura i va rebre un màster en literatura comparada el 1921. Més tard, escriuria que el primer cop que es va trobar amb si mateix fou a la Biblioteca Widener, que va tornar a la vida per primer cop, però que mai no va veure un partit de futbol entre Harvard i Yale.Després va treballar amb la YMCA a França. A partir de 1921, Lin Yutang va estudiar a Alemanya, durant un semestre, a la Universitat de Jena, i després a la Universitat de Leipzig, on es va doctorar el 1923 amb una tesi sobre fonètica xinesa antiga. En acabar els seus estudis, va tornar a la Xina, on va treballar com a professor de literatura anglesa a la Universitat de Pequín, i també féu classes a la Universitat Normal de Pequín. Participà en la finalització del sistema de romanització gwoyeu romatzyh.
Després de 1924, va ser un dels principals col·laboradors del setmanari literari Yusi, xinès: 语丝 del Moviment per la Nova Cultura que criticava la tradició xinesa com a feudal i nociva. En lloc d'acceptar aquesta càrrega, però, Lin es va submergir en els textos confucians i la cultura literària que la seva educació cristiana i la seva educació en anglès li havien negat.
El 1926, el govern de Duan Qirui el va posar a la llista de persones buscades, de manera que fugí a Xiamen, on ensenyà a la seva universitat. El 1927 va treballar breument a Wuhan com a secretari del ministre d'Afers Exteriors per al nou govern nacionalista. Posteriorment, Lin Yutang es va traslladar a Xangai. El 1930 fou nomenat director del Departament de Llengües Estrangeres de l'Acadèmia de Ciències.
La seva revista d'humor Lunyu banyuekan ("Els analectes quinzenals", 1932–40, 1945–49) va comptar amb assajos de destacats escriptors com Hu Shih, Lao She, Lu Xun i Zhou Zuoren i va atreure un gran nombre de lectors. Va ser una figura clau a l'hora d'introduir el concepte occidental d'humor, que sentia que a la Xina li faltava. Lin va encunyar el terme youmo (humor) el 1924 i va utilitzar Els analectes per promoure la seva concepció de l'humor com a expressió d'una filosofia de vida tolerant, cosmopolita, comprensiva i civilitzada. El 1933, Lu Xun va atacar els Analectes per ser apolítics i va rebutjar els elegants xiaopin wen xinès: 小品文 de Lin, o petits assajos, com a "bric-à-brac per a la burgesia". No obstant això, Lu Xun va mantenir una relació cordial amb Lin i va continuar contribuint al seu diari.
Els escrits de Lin en xinès eren crítics amb el govern nacionalista fins al punt que va témer per la seva vida. Molts dels seus assajos d'aquesta època es van recollir posteriorment a With Love and Irony (1940). El 1933 va conèixer Pearl S. Buck a Xangai, la qual li va presentar el seu editor, Richard Walsh, cap de John Day publishers, que va publicar les obres de Lin durant molts anys.
La relació de Lin amb el cristianisme va canviar amb els anys. El seu pare era cristià de segona generació, però a Tsinghua, Lin es va preguntar què significava ser cristià a la Xina. Ser cristià significava l'acceptació de la ciència i el progrés occidentals, però Lin es va enfadar perquè ser cristià també significava perdre el contacte amb la cultura xinesa i la seva pròpia identitat personal.
En tornar dels estudis a l'estranger, Lin va renovar el seu respecte pel seu pare, tot i que es va endinsar en l'estudi del confucianisme, el taoisme i el budisme i no es va identificar com a cristià fins a finals dels anys cinquanta.

## Carrera després de deixar la Xina i mort

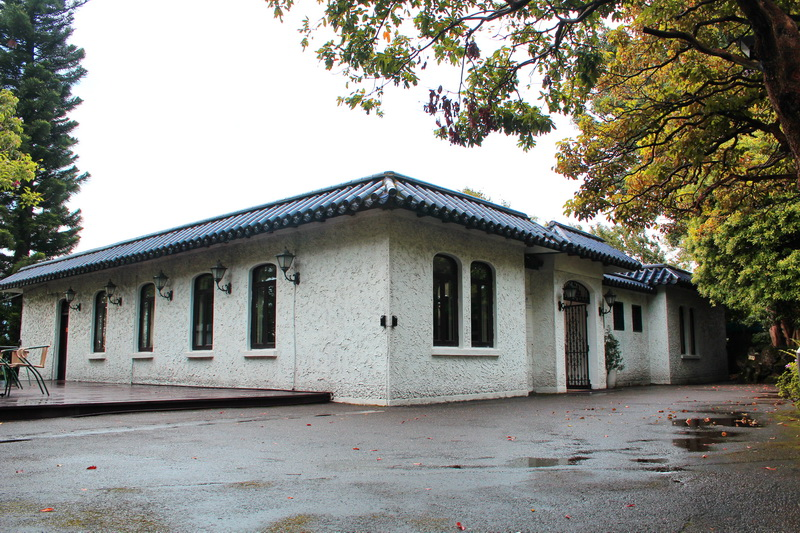
Antiga residència de Lin Yutang a Taipei

Després de 1935, Lin va viure principalment als Estats Units, on es va fer conèixer com un divulgador "savi i enginyós" de la filosofia i la forma de vida xineses. Els primers best-sellers de Lin foren My Country and My People, xinès: 吾國與吾民, "El meu país i la meva gent" (1935) i The Importance of Living, xinès: 生活的藝術, "La importància de viure" (1937). Altres obres destacades són Between Tears and Laughter, xinès: 啼笑皆非) "Entre llàgrimes i riures" (1943), The Importance of Understanding, "La importància d'entendre" (1960, un llibre de passatges literaris xinesos traduïts i peces breus) The Chinese Theory of Art, "La teoria xinesa de l'art" (1967). Les novel·les Moment in Peking,"Moment a Pequín" (1939), A Leaf in the Storm, "Una fulla a la tempesta" (1940) i The Vermilion Gate, xinès: 朱門, "La porta vermelló" (1953) foren ben rebudes a la Xina, mentre que Chinatown Family "La família del barri xinès" (1948) presentaven la vida dels xinesos americans a Nova York. En part per evitar qüestions contemporànies controvertides, Lin el 1947 va publicar The Gay Genius: The Life and Times of Su Tungpo, que presentava la lluita entre Su Dongpo i Wang Anshi com a paral·lela a la lluita entre liberals xinesos i comunistes totalitaris.
Els escrits polítics de Lin en anglès venien menys còpies que les seves obres culturals i eren més controvertits. Between Tears and Laughter (1943) va trencar amb el to dels seus escrits anglesos anteriors per criticar el racisme i l'imperialisme occidentals.
Després de l'atac a Pearl Harbor, Lin va viatjar a la Xina i va escriure favorablement sobre l'esforç de guerra i Chiang Kai-shek a Vigil of a Nation (1944). Alguns China Hands, com ara Edgar Snow, van criticar les seves obres.

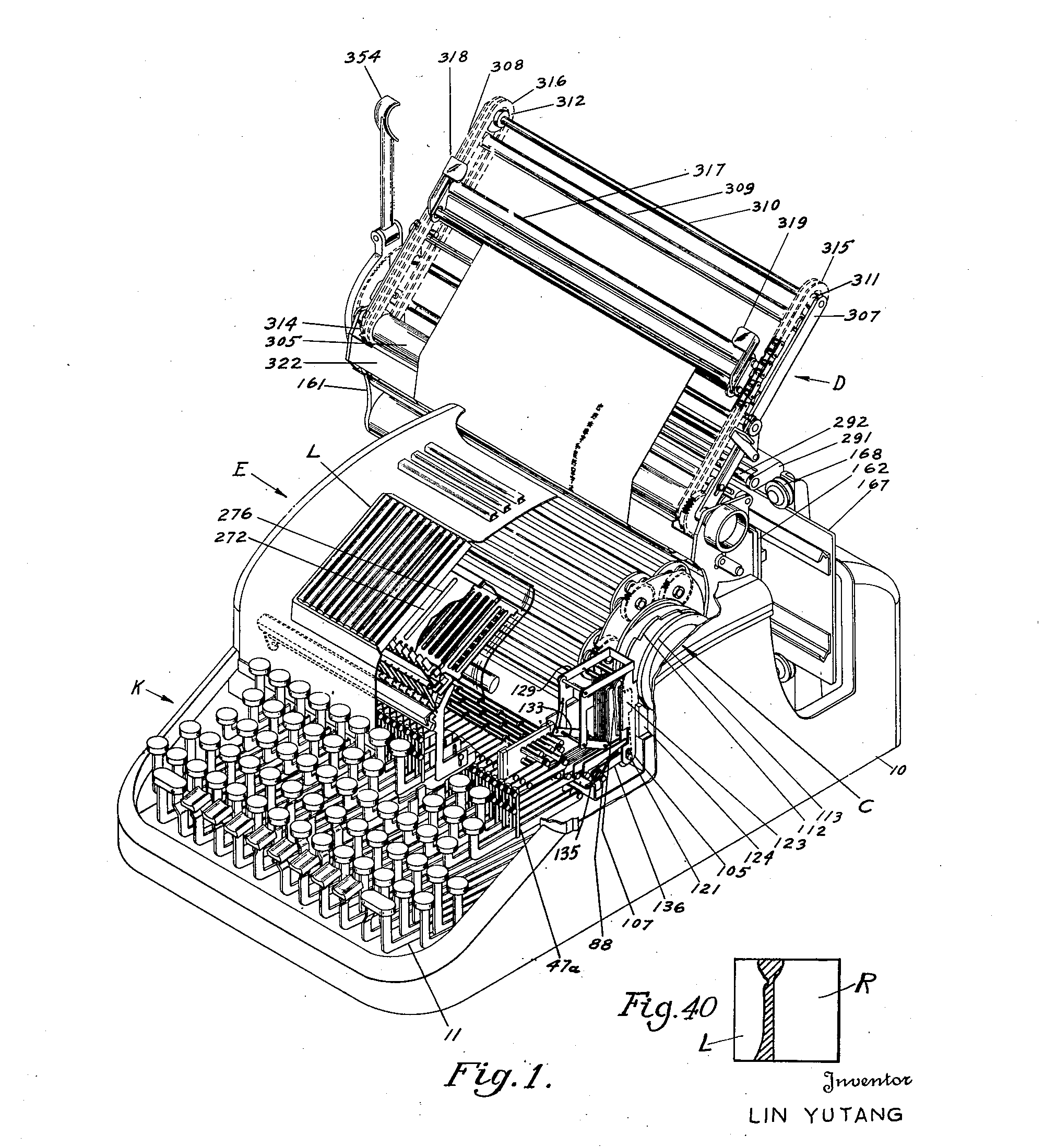
La màquina d'escriure xinesa Mingkwai de Lin va tenir un paper fonamental en la investigació de la traducció automàtica durant la Guerra Freda

La mecànica havia estat una llarga vocació. Atès que el xinès és un llenguatge basat en caràcters més que no pas alfabètic, amb molts milers de caràcters separats, era difícil emprar tecnologies d'impressió modernes. Molts dubtaven que es pogués inventar una màquina d'escriure xinesa. Lin, però, va treballar en aquest problema durant dècades i finalment va arribar a una màquina d'escriure viable, llançada al mercat en plena guerra amb el Japó.
La màquina d'escriure en xinès "clara i ràpida" de Mingkwai va tenir un paper fonamental en la investigació de la traducció automàtica de la Guerra Freda. Lin també va inventar i va patentar diversos invents menors, com ara un raspall de dents que dispensava pasta de dents.
A mitjans de la dècada de 1950, va exercir breument i infeliçment com a president (o canceller) de la Universitat de Nanyang, tot just creada a Singapur específicament per a estudis xinesos, paral·lela a la Universitat de Singapur d'orientació anglesa. No obstant això, va optar per no continuar en aquest càrrec quan la facultat es va resistir als seus plans per enderrocar i reconstruir el nou edifici de l'escola (que, tot i ser gran, no era prou "occidental"), les seves exigències de tenir un control exclusiu sobre les finances i un pressupost clarament més enllà de les seves possibilitats. Lin va acceptar una indemnització per acomiadament de 305.203 dòlars, totalment aportada per Tan Lark Sye, per evitar que la universitat es quedés sense fons.
Després de tornar a Nova York a finals dels anys cinquanta, Lin va renovar el seu interès pel cristianisme. La seva dona era una cristiana devota, i Lin admirava la seva serenitat i humilitat. Després d'assistir a diversos serveis amb ella a l'església presbiteriana de l'avinguda Madison durant diversos mesos, es va unir a l'església i va anunciar el seu retorn a la fe.El seu llibre From Pagan to Christian, "De pagà a cristià", de 1959 explicava aquest moviment, que molts dels seus lectors van trobar sorprenent.
Atès el seu domini del xinès i l'anglès, Lin va presidir la compilació d'un diccionari xinès-anglès, el Lin Yutang's Chinese-English Dictionary of Modern Usage (1972), que conté un enorme índex anglès de definicions de termes xinesos. El treball es va dur a terme a la recentment fundada Universitat xinesa de Hong Kong.
Les seves nombroses obres representen un intent de salvar la bretxa cultural entre Orient i Occident. Va ser nominat al Premi Nobel de literatura el 1940 i el 1950.
Va continuar la seva feina fins a la seva mort el 1976. Lin va ser enterrat a casa seva a Yangmingshan, Taipei, Taiwan. La seva casa s'ha convertit en un museu, gestionat per la Universitat de Soochow amb seu a Taipei. La ciutat de naixement de Lin, Banzai, també ha conservat la casa original de Lin i la va convertir en museu.

## Obres (selecció)
- My Country and My People. – 吾國與吾民 (1935)
- The Importance of Living. – 生活的藝術 (1937)
- Between Tears and Laughter. – 啼笑皆非 (1943)
- The Chinese Theory of Art. 1967.
- Moment in Peking. – 京华烟云 (1939)
- The Vermillion Gate. – 朱門 (1953)
- Chinese-English Dictionary of Modern Usage. – 當代漢英辭典 (1973).
- The Importance of Understanding. 1960.
- The Wisdom of Laotse. 1948.
- Courtesan (Miss Tu). (1950)

## Citacions famoses
- La saviesa de viure consisteix a eliminar el que no és indispensable.[13]
- Si la vida és subjectiva, per què no ser subjectivament feliç en lloc de subjectivament trist?[14]
- El secret de la satisfacció és saber gaudir del que es té i poder perdre tot desig de coses que no es poden assolir.[15]
- Un bon viatger és aquell que no sap cap a on va i un viatger perfecte no sap d'on ha vingut.[16]
- Els que són savis no estaran ocupats i els que estiguin massa ocupats no podran ser savis.[17]
- Quan tu mateix tens raó, res del que et passi no pot estar mai equivocat.[18]